# Kemp (Teksas)
Kemp – miasto w Stanach Zjednoczonych, w stanie Teksas, w hrabstwie Kaufman.